# Puente de Domingo Flórez (kommun)
Puente de Domingo Flórez är en kommun i Spanien.   Den ligger i provinsen Provincia de León och regionen Kastilien och Leon, i den nordvästra delen av landet, 300 km nordväst om huvudstaden Madrid. Antalet invånare är 1 633.